# Marina del Rey (California)
Marina del Rey es un lugar designado por el censo ubicado en el condado de Los Ángeles en el estado estadounidense de California. En el año 2000 tenía una población de 8.176 habitantes y una densidad poblacional de 3586 personas por km². La Villa de pescadores muestra la característica dominante de Marina del Rey como uno de los puertos más grandes construidos por el hombre en los Estados Unidos, con 19 muelles que proporcionan una capacidad de 5300 barcos. En 1997, Los Angeles Times publicó que el puerto es "tal vez el recurso más valioso del condado".

## Geografía
Citrus se encuentra ubicado en las coordenadas 33°58′46″N 118°27′10″O / 33.97944, -118.45278. La ciudad se encuentra en el sureste de Venice y al norte de Playa del Rey cerca de la boca de Ballona Creek. Marina del Rey está localizado a cuatro millas (6 km) al norte del Aeropuerto Internacional de Los Ángeles.
La zona limita por todas las partes con la Ciudad de Los Ángeles. Las casas al estilo de playa y la franja de playa, el oeste de puerto, están dentro de los límites de la ciudad de Los Ángeles, pero usan la dirección de Marina del Rey. El nombre de esta franja se llama Marina Peninsula. Por la vía Dolce y la parte sureste de la Vía Marina están los límites de la ciudad de Los Ángeles y el área no incorporada.
Según la Oficina del Censo de los Estados Unidos, Marina del Rey tiene un área de 1.5 mi² (3.8 km²). Nueve décimas partes de una milla cuadrada (2,3 km²) es tierra y 0,6 milla cuadrada (1,5 km²) es agua (40,14%).

## Demografía
Según el censo del 2000, había 8,176 personas, 5,315 hogares y 1,520 familias residiendo en el lugar designado por el censo. La densidad poblacional fue de 3,587.2/km² (9,289.5/mi²). En el lugar habían 6,321 unidades habitacionales en una densidad promedio de 7,181.8/mi² (2,773.4/km²). La demografía del lugar designado era del 82.46% blanca, 4.68% afroamericanos, 0.16% amerindios, 8.21% asiáticos, 0.16% polinesios, 1.30% de otras razas y el 3.03% de dos o más razas. Los hispanos o latinos de cualquier raza fueron el 5.34% de la población.
Los ingresos medios por hogar en la localidad eran de $68,447, y los ingresos medios por familia eran $84,390. Los hombres tenían unos ingresos medios de $66,928 frente a los $51,854 para las mujeres. La renta per cápita para la localidad era de $58,530. Alrededor del 8.8% de la población estaban por debajo del umbral de pobreza.

## Educación
El Distrito Escolar Unificado de Los Ángeles gestiona escuelas públicas.